# Identité secrète
Pour l’article homonyme, voir Identité secrète (film).
Une identité secrète est l'alter ego (« autre moi ») d'une personne ou d'un personnage connu du public (généralement un héros) quand son identité civile réelle est cachée de la population. Cette ressource scénaristique est le plus souvent utilisée dans le contexte de la fiction, notamment en bande dessinée.

## Historique
Le concept d'« identité secrète » a été introduit dans la culture populaire par Le Mouron rouge, surnom du personnage principal d'une série de neuf romans populaires anglais écrits de 1905 à 1936 par la baronne Orczy. 
Le concept est particulièrement répandu dans le genre de la bande dessinée américaine (comics) et constitue une version plus spécifique du genre du trope plus large de la mascarade.

## Utilisation
Dans les bandes dessinées américaines, un personnage a généralement deux identités, l'une étant celle du personnage du super-héros (son identité publique, connue de tous) et l'autre son identité secrète.
L'identité secrète est généralement celle du personnage civil du super-héros quand celui-ci n'assume pas son identité de super-héros. Elle est cachée à ses ennemis et au grand public, généralement pour se protéger des ramifications légales, des pressions ou de la surveillance, mais aussi pour protéger ses amis et ses proches des torts résultants de ses actes en tant que super-héros.

## Dans la culture populaire

### Bandes dessinées
- Dans les bandes dessinées (comics) de l'univers Marvel publiées par Marvel Comics, la plupart des super-héros (ainsi que les super-vilains) gardent leur identité civile secrète. On peut notamment citer le personnage de Peter Parker (alias le héros Spider-Man), Tony Stark (alias Iron Man) ou encore Matt Murdock (alias Daredevil), pour n'en citer que quelques-uns.
- Dans les bandes dessinées de l'univers DC publiés par DC Comics, on peut notamment citer le personnage de Clark Kent (alias le héros Superman)[1], ainsi que Bruce Wayne (alias le justicier costumé Batman)[3].

### Télévision
- Dans le dessin animé Miraculous : Les Aventures de Ladybug et Chat Noir, les aventures de Ladybug (Marinette) et de Chat Noir (Adrien), des héros qui sauvent Paris et luttent contre le méchant nommé Papillon, insistent bien sur la nécessité de la protection de l'identité secrète. Les deux héros ne connaissent pas eux-mêmes l'identité réelle de leur partenaire, de peur des représailles de Papillon. Cela les empêche par voie de conséquence de sortir ensemble.

### Web-série
- Dans la web-série Super Cafe de la chaîne YouTube HISHE (How It Should Have Ended), qui parodie en dessins animés le monde des super-héros DC et Marvel, le personnage (très caricatural) de Batman a notamment pour gimmick la phrase suivante : « Hey, I'm Batman. You wanna know my secret identity? » (« Salut, je suis Batman. Tu veux connaître mon identité secrète ? ») lorsqu’il tente de draguer une conquête féminine, ce qui lui attire invariablement le mépris de ses interlocutrices[4],[5].